# Not Like That
"Not Like That" (em português: Não É Assim) é o terceiro single do álbum de estréia da cantora norte-americana Ashley Tisdale, "Headstrong". Foi lançado em 25 de janeiro de 2008 na Europa, no Chile em abril e no Brasil em agosto. É o primeiro single da cantora a não ser lançado na América do Norte. O single teve um lançamento físico na Europa e no Chile, com duas edições do single, com diferentes faixas e remixes. A música contém elementos worldbeat, synthpop e dancehall, e liricamente fala sobre a vida no mundo do entretenimento. 

## Informações sobre a Música
É uma das poucas canções escritas pela Ashley para o seu primeiro álbum. Em Março de 2007, em uma entrevista para a MTV, Tisdale afirmou que "Not Like That" poderia ser o terceiro single do álbum. Na mesma entrevista ela também falou um pouco sobre sua fama:
O single foi lançado em CD físico na Europa em 25 de janeiro de 2008, pouco mais de um ano após o lançamento do single anterior, "He Said She Said". A cópia física do single veio em duas versões, uma traz a versão da música do álbum, junto com os remixes de Jack D. Elliot de "He Said She Said" e "Be Good to Me". O videoclipe de "Not Like That" também está incluído. A segunda versão tem "Not Like That", e o remix de Jack D. Elliot de "Be Good to Me".

## Vídeo
O clipe foi dirigido por Scoot Speer, e foi lançado em 2 de outubro de 2007, possui uma cena introdutória que mostra Ashley em seu quarto, quando chega sua irmã Jennifer Tisdale mostrando uma revista repleta de boatos sobre a cantora. Ela começa a folhear a revista e o vídeo começa, mostrando cenas da Ashley gravando um comercial, cantando no próprio quarto, por trás dos bastidores (onde devora um sanduíche), o alvoroço dos paparazzi em cima dela e sua suposta vida glamourosa. Além disso, o clipe também faz parte do primeiro DVD da cantora, "There's Something About Ashley".

## Apresentações
A música foi apresentada nos programas Good Morning America, onde também divulgou seus singles anteriores, e no Live! With Regis e Kelly. O single também fez parte da mini-turnê da Ashley, a "Headstrong Tour Across America".

## Singles
Remix Oficial
- "Not Like That" (Extended Version) – 3:54
- "Not Like That" (DJ Phredee Remix) – 2:46